# Hubie Halloween
Hubie Halloween (bra: O Halloween do Hubie) é um filme de comédia de horror de 2020, escrito por por Tim Herlihy e Adam Sandler, com direção de Steve Brill. Foi lançado diretamente pela Netflix em 7 de outubro de 2020.
O filme apresenta um elenco composto por Sandler, além de Kevin James, Julie Bowen, Ray Liotta, Rob Schneider, June Squibb, Kenan Thompson, Shaquille O'Neal, Steve Buscemi, Tim Meadows e Maya Rudolph nos demais papéis principais; Ben Stiller faz um cameo reprisando o enfermeiro abusivo Hal L. de Happy Gilmore (1996). O filme recebeu críticas amplamente desfavoráveis.
O filme foi dedicado a memória de Cameron Boyce, que morreu antes das gravações começarem; seu personagem foi interpretado por seu amigo e colega na série Jessie, Karan Brar.

## Enredo
O excêntrico Hubie Dubois é um sujeito ingênuo e medroso, porém bem-intencionado, que adora Halloween e faz de tudo para manter a segurança da população durante as festas, embora não seja valorizado e sofra bullyng de todos a sua volta. Quando um condenado foge do manicômio e estranhas mortes começam a acontecer, Hubie é o único que poderá salvar a cidade de Salém.

## Elenco
- Adam Sandler como Hubie Dubois
- Kevin James como sargento Steven "Steve" Downey
- Julie Bowen como Violet Valentine
- Ray Liotta como Pete Landolfa, Sr.
- Steve Buscemi como Walter Lambert / Nick Hudson
- June Squibb como a sra. Dubois
- Rob Schneider como Richie Hartman
- Maya Rudolph como Mary Hennessey
- Tim Meadows como Lester Hennessey
- Kenan Thompson como o sargento Blake
- Michael Chiklis como o padre Dave
- Karan Brar como Mike Mundi
- Paris Berelc como Megan McNally
- Noah Schnapp como Tommy Valentine
- Sadie Sandler como Danielle Valentine
- Sunny Sandler como Cooky Valentine
- China Anne McClain como Chantal Taylor
- Shaquille O'Neal como DJ Aurora
- Kym Whitley como Louise
- Lavell Crawford como Dave
- Peyton List como Peggy
- Blake Clark como Tayback
- Melissa Villaseñor como Karen
- Jackie Sandler como Tracy Phillips
- Ben Stiller como Hal L.[4]

## Recepção
No Rotten Tomatoes, Hubie Halloween possui uma taxa de aprovação de 52% com base em 85 avaliações com uma classificação média de 5,1/10. O consenso dos críticos do site diz: "Os espectadores imunes aos encantos de seu protagonista não acharão isso um grande deleite, mas Hubie Halloween é doce o suficiente para satisfazer os fãs das palhaçadas de Adam Sandler".
David Ehrlich, do indieWIRE, deu ao filme um "B–", elogiando as participações especiais e dizendo: "Esses detalhes são suficientes para tornar Hubie Halloween muito melhor do que todo o outro conteúdo que Sandler produziu para a Netflix até agora, ou estou apenas embriagado com o design de produção com aspecto de abóbora do filme? É difícil dizer, mas esta é a primeira vez em muito tempo que é bom assistir ao Sandman brincar com seus amigos por 90 minutos".
No Framboesa de Ouro, Hubie Halloween recebeu três indicações para Pior Ator (para Sandler), Pior Combo de Tela (para "Sandler e Sua Voz Simplória") e Pior Prequela, Remake, Cópia ou Sequência (para um "Remake/Cópia de Ernest Scared Stupid")